# An Old Sweetheart of Mine (film 1923)
An Old Sweetheart of Mine è un film muto del 1923 diretto da Harry Garson. La sceneggiatura, adattata da Louis D. Lighton, si basa sull'omonima poesia di James Whitcomb Riley, di cui non si conosce la precisa data di pubblicazione. Prodotto e distribuito dalla Metro Pictures Corporation, il film aveva come interpreti Elliott Dexter, Helen Jerome Eddy, Lloyd Whitlock, Barbara Worth, Arthur Hoyt.

## Trama

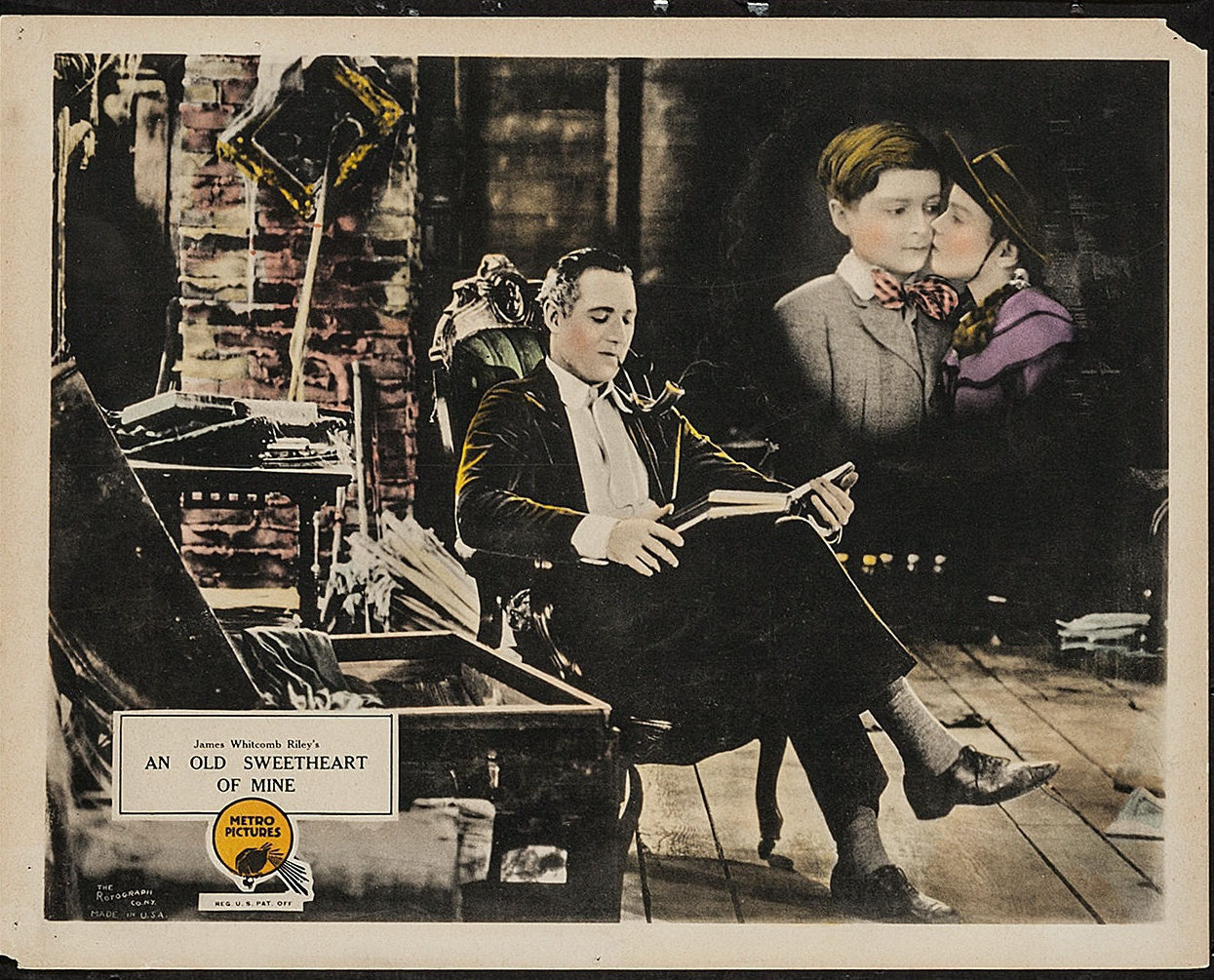
Elliot Dexter

Mentre fruga in un vecchio baule, John Craig trova i ricordi del suo primo amore, Mary Ellen Anderson. Rivede la loro infanzia insieme, la loro amicizia e la loro associazione sia nel lavoro sia nel combattere alcuni imbroglioni che avevano cercato di truffare gli abitanti dai profitti di un pozzo di petrolio sui loro terreni. Il sogno svanisce quando Mary Ellen, ora sua moglie, entra nella soffitta accompagnata dai loro due bambini.

## Produzione
Il film fu prodotto dalla Metro Pictures Corporation e Harry Garson Productions.

## Distribuzione
Il copyright del film, richiesto dalla Harry Garson Productions, fu registrato il 9 maggio 1923 con il numero LP19119.

Distribuito dalla Metro Pictures Corporation, il film uscì nelle sale statunitensi il 16 aprile 1923.
Non si conoscono copie ancora esistenti della pellicola che viene considerata presumibilmente perduta.